# Take Me Higher (album Diana Ross)
Take Me Higher è un album della cantante statunitense Diana Ross, pubblicato dall'etichetta discografica Motown il 5 settembre 1995.
L'album è disponibile su musicassetta e compact disc.
Il disco viene anticipato dal singolo omonimo, a cui fanno seguito Gone, Voice of the Heart e I Will Survive.

## Tracce
1. Take Me Higher
2. If You're Not Gonna Love Me Right
3. I Never Loved a Man Before
4. Swing It
5. Keep It Right There
6. Don't Stop
7. Gone
8. I Thought That We Were Still in Love
9. Voice of the Heart
10. Only Love Can Conquer All
11. I Will Survive